# Gornji Kućan
Gornji Kućan es una localidad de Croacia en la ciudad de Varaždin, condado de Varaždin.

## Geografía
Se encuentra a una altitud de 164 m s. n. m. a 78 km de la capital nacional, Zagreb.

## Demografía
En el censo 2011, el total de población de la localidad fue de 1139 habitantes.
| Gráfica de población de Gornji Kućan 1857-2011                      |
|                                                                     |
| Según los censos de población de la oficina estadística de Croacia. |